# Jonas Lauritzen
Jonas Gunnar Kjeldgaard Lauritzen, född 2 juni 1942 i Kungsholms församling i Stockholm, död 7 december 2015 i Kullaviks församling i Hallands län, var en svensk jurist.
Lauritzen var son till överläkaren Gunnar Lauritzen och Inga Jansson, bror till Monica och Claes Lauritzen samt sonson till Einar Lauritzen.
Han blev juris kandidat vid Lunds universitet 1967 och genomförde sin tingstjänstgöring 1968–1969. Han var biträdande jurist hos advokatfirman Curt Blomkvist 1970–1977, delägare i advokatfirman Lauritzen & Lagerqvist och därefter i advokatfirman Glimstedt AB 1977–1984, delägare i Advokatfirman Wistrand HB 1985–1997 och delägare i advokatfirman Berglund & Co Advokatbyrå från 1997.
Jonas Lauritzen var styrelseledamot i Sveriges Advokatsamfund 1984–1990.